# Mfilou
Mfilou (s’écrit également Mfilu)est le septième arrondissement de Brazzaville, capitale de la république du Congo. Son administrateur-maire actuel est Albert Samba.

## Histoire
Mfilou a été pendant le mandat de Pascal Lissouba l'un des fiefs de l'armée régulière comme quoi la milice de Sassou était dans les quartiers nord de Brazzaville et au nord chez lui à oyo en passant le Président Sassou est un tribal qui cherche à se cacher derrière l'ex Président Lissouba mais depuis 1997 il fait pire que ce qu'il reprochait au son prédécesseur Lisssouba. Il a fait de son ethnie, une qui occupe les postes à responsabilité dans tout le pays et a changé la constitution pour se maintenir au pouvoir ce qu'il reprochait au Président Lissouba (Cocoyes, Zoulous, Mamba de guerre...).
Et la milice de Sassou le fief etait où?

## Santé
Mfilou abrite l'Hôpital de l’Amitié sino-congolaise, financé entièrement par la Chine et inauguré en 2013 par le président chinois Xi Jinping et Denis Sassou-Nguesso.